# Hispo cingulata
Hispo cingulata là một loài nhện trong họ Salticidae.
Loài này thuộc chi Hispo. Hispo cingulata được Eugène Simon miêu tả năm 1886.